# Гусейнов, Рамал Магомед оглы
Рамал Магомед оглы Гусейнов (азерб. Ramal Məhəmməd oğlu Hüseynov; 16 декабря 1984, Хайраболу, Турция) — азербайджанский футболист, полузащитник. Защищал также цвета национальной сборной страны.

## Биография
За свою более чем 20-летнюю карьеру футболиста защищал цвета многих клубов Азербайджана, первыми из которых были «Шахдаг» Кусары и «Шафа» Баку. Далее последовали «Туран» Товуз, «Карабах» Агдам, «Баку», «Нефтчи» Баку, «Стандард» Сумгаит и «Гянджа».
В январе 2009 года подписал полугодовой контракт с клубом турецкой Супер-лиги «Коджаэлиспор» из города Коджаэли. В июле 2009 года клуб продлил контракт с Рамалом Гусейновым ещё на три года, однако через несколько дней Гусейнов разрывает контракт и возвращается в Азербайджан, где подписывает годовое соглашение с сумгаитским «Стандардом».
Летом 2011 года ушёл из «Гянджи» и подписал годичный контракт с товузским «Тураном». В новой команде вскоре стал капитаном.
С 2012 года играет в клубе 1-й лиги Карадаг Локбатан.

## Сборная Азербайджана
В составе национальной сборной Азербайджана провёл две игры в 2001 году.
Зимой 2011 года, будучи игроком и капитаном ФК «Туран», получил приглашение от азербайджанских режиссёров для съемок в одной из главных ролей в историческом телесериале. Выбор пал на футболиста благодаря его внешнему виду и имиджу ловеласа.

## Достижения
- Чемпион Азербайджана: 2008/09 (в составе ФК «Баку»)
- Бронзовый призёр чемпионата Азербайджана: 2006/07 (в составе ФК «Баку»), 2007/08 (в составе «Нефтчи»)